# Port antique

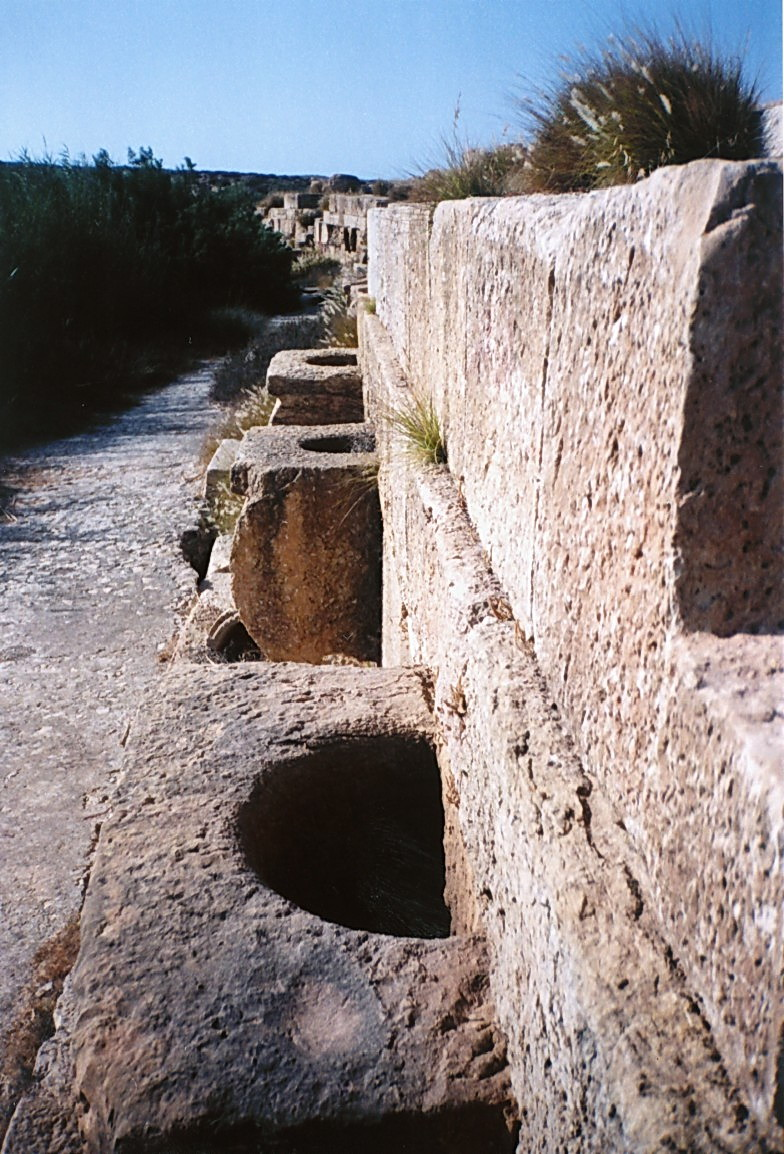
Quai Sud du port de Leptis Magna

Les ports antiques sont les premières installations portuaires apparues avec le développement de la marine. Ils sont attestés chez les Grecs et les Romains, mais aussi chez les Puniques, chez les Minoens, en Égypte antique.
À la suite de Richard Lefebvre des Noëttes qui niait toute possibilité pour la marine antique de pouvoir naviguer loin des côtes et d’avoir un tonnage d’une certaine importance, on a longtemps pensé que les premiers ports n’étaient que de simples plages d’échouage, les bateaux étant chaque soir tirés au sec. On sait aujourd’hui qu’il n’en est rien. Très tôt, on cherche à aménager des abris naturels afin d’en augmenter les qualités : protection contre les fureurs du large, bonne exposition par rapport aux vents pour faciliter l’entrée et la sortie des navires. Ces dispositions naturelles sont donc essentielles dans le choix d’un site, tout comme les conditions économiques (proximité d’une grande ville et de voies terrestres et fluviales). Aussi, les Anciens n’hésitent pas à créer des ports artificiels qui, avec l’augmentation des capacités nautiques, répondent aux nécessités économiques.

## Typologies des ports antiques
Il y a, dans le monde antique, différentes catégories de ports que l'on peut tenter de classer en fonction des civilisations, de leur taille ou de leur fonction.

### Ports grecs, puniques et romains

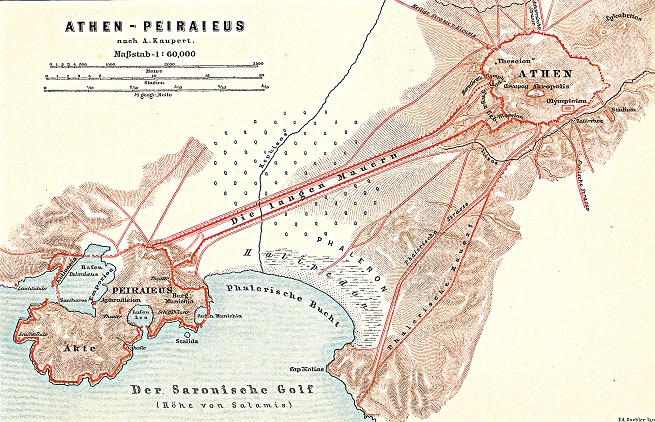
Carte du Pirée et d'Athènes : le port, composé de trois baies naturellement enclavées, est relié à la ville par une route protégées par les Longs Murs, double muraille d'environ 10 km

On peut établir une typologie des ports antiques en fonction des civilisations :
- les ports grecs sont le plus souvent séparés de la ville, située à une certaine distance de la côte, comme Le Pirée, relié à Athènes par les Longs Murs.
- les ports phéniciens ou puniques sont construits comme continuation de la cité, les remparts de la ville étant souvent allongés pour former une digue, comme à Carthage dont les bassins sont protégés par un imposant rempart maritime.
- les ports romains, répondant à une volonté stratégique et économique, ne sont pas nécessairement proches d'une installation urbaine, comme le Portus de Rome, construit dans un lieu peu favorable à proximité d'Ostie.

### Petits et grands ports
On peut distinguer les petits et les grands ports :
- Le petit port est la simple marine, anse bien abritée, plage près de laquelle le navire jette l’ancre : port de pêche, port de commerce ou simple port privé. Il permet, grâce au cabotage, de jouer un rôle de redistributeur pour une région enclavée, difficilement accessible par la route de terre. Quantités de ces petits ports ont une activité économique importante, à l’échelle locale ou régionale, en exportant des productions agricoles et manufacturées de leur arrière-pays et en important des denrées venues du monde méditerranéen.
- Les grands ports sont toujours au moins en partie des ports artificiels dont la construction correspond dans une certaine mesure aux descriptions qu’en donne Vitruve[4]: aménagements de situations naturelles favorables ou, au contraire, totalement construits. Ces grands ports peuvent être à bassins multiples ou à bassin unique, utiliser l’embouchure d’un fleuve ou être situés directement sur la côte. Ils permettent le commerce à grande distance et le transport de volumes importants. Parmi ces grands ports, on peut distinguer les complexes portuaires comme Ostie, Pouzzoles, Césarée de Palestine, Antioche et Leptis Magna. Les quatre grands ports de la Méditerranée antique sont: Portus (Port de Claude et Port de Trajan), Athènes, Alexandrie et Carthage.

### Ports militaires et ports commerciaux
On peut distinguer les ports militaires des ports commerciaux, mais le plus souvent, pour une question de coût, les ports antiques ne peuvent être uniquement « militaires » (à l’usage exclusif de la flotte de guerre) et tout port « civil » peut donc devenir temporairement une base navale en accueillant des navires de combat. La création de ports exclusivement militaires est extrêmement rare dans l’Antiquité et les seuls exemples, en dehors de tout complexe portuaire préexistant, sont ceux du cap Misène.

## Aménagements portuaires
Les navires commerciaux grecs et romains ont habituellement besoin d’un port équipé pour pouvoir se mettre à l’abri, faire leurs livraisons et effectuer des réparations durant la mauvaise saison.

### Bassins
Les grands ports peuvent posséder un ou plusieurs bassins : 
- Les ports présentant un bassin unique sont nombreux et bien attestés : le port de Claude à Ostie, le port de Trajan à Centumcellae, celui de Césarée de Palestine, celui de Leptis Magna en Tripolitaine à partir de Septime Sévère, etc. Ces ports sont construits soit directement sur la mer, soit en partie creusés à l’intérieur des terres, soit utilisant des lagunes.
- Les ports à bassins multiples sont les plus nombreux, et souvent les plus importants. Il y a aussi des ports à bassins juxtaposés, l’un étant bien abrité par des môles, l’autre plus largement ouvert du côté de la mer et constituant un véritable avant-port. Le port à bassins multiples par excellence est Alexandrie, modèle des ports, avec ses rades exposées différemment aux vents et aux courants.
- L’un des types assez répandus est le port de presqu’île, naturelle ou artificielle, comme le port du Pirée, qui se développe sur la presqu’île de l’Actée.

### Brise-lames, jetées et quais
Brise-lames, jetées et quais sont nécessaires pour faciliter le transbordement en toute sécurité des marchandises jusqu'à la côte.
- Les brise-lames diminuent les risques liés à l'agitation due à la houle du large, permettant ainsi un gain de temps. Les petits ports sont souvent constitués d’un seul brise-lames, orienté en fonction du vent dominant dans la région et s’étendant au large jusqu’au delà des limites des bas-fonds du rivage. Mais un seul brise-lames n’assure qu’une sécurité toute relative pendant les opérations de chargement et de déchargement, et les ports plus importants en possèdent donc plusieurs délimitant un abri sûr pour les navires.
- Quel que soit le type de port, l’aménagement de quais est nécessaire car il est impossible de faire échouer sur une plage un gros navire de transport de plusieurs centaines de tonnes et le transbordement en pleine mer est long, coûteux et dangereux. Construit à l'abri des brise-lames, le quai est formé par un mur plein ou par un appontement sur pieux dont le rôle est de permettre aux plus gros navires de s’y amarrer, tout en fournissant un espace pour la manutention des marchandises. Le quai peut être construit sur la face intérieure du brise-lames. Il peut aussi être à double face au milieu du port : on parle alors de jetée.

### Autres installations portuaires
De nombreuses installations sont essentielles au bon fonctionnement des activités portuaires. Dans le monde romain, on trouve dans les ports des entrepôts (horrea), qui peuvent être parfois spécialisés pour tel ou tel produit, une capitainerie du port et des bâtiments pour le service de l’annone, des casernes et corps de garde des troupes assurant la sécurité, des stationnes de commerçants, des locaux de corporations du port, une bourse, des hôtels et des établissements plus ou moins mal famés, etc.. Les phares et les tours-balises indiquent l’accès à la rade.

## Le port, ensemble monumental
Le port est, pour les Anciens, un ensemble monumental. Ce caractère architectural, comme l’a montré Jean Rougé, est présent dès l’entrée et la porte de la mer est, selon son expression, « une porte quasi triomphale ». Vitruve rappelle que la passe qui conduit à l’intérieur du port se trouve encadrée par deux tours élevées à l’extrémité des jetées : elles ont certes une valeur maritime (elles indiquent au navigateurs venant de la mer où se trouve exactement la passe, et de nuit un feu peut y être disposé) et militaire (on y tend des chaînes pour fermer le port), mais elles possèdent une valeur décorative certaine. Ce souci de monumentalité est très perceptible dans la description que fait Flavius Josèphe du port de Césarée de Palestine :

« L’entrée du port était au Nord, car dans cette région c’est le vent du Nord qui est le plus calme ; au goulet sur chaque côté, trois colosses adossés à des colonnes : ceux de gauche quand on entre sont supportés par une tour massive et ceux de droite par deux blocs de pierre dressés et reliés entre eux, dont la hauteur dépasse celle de la tour qui s’élève sur l’autre bord. »

Certains aménagements portuaires à vocation utilitaire peuvent être surmontés de statues mais aussi d’arcs monumentaux, comme la grande jetée du port de Pouzzoles : ce brise-lames artificiel de 372 mètres de long construit en pleine mer sur des piles carrées, supporte deux arcs de triomphe (l’un orné à son sommet de quatre Tritons marins, l’autre d’un quadrige tirant probablement Neptune) et deux colonnes ornées de statues montrant l’entrée du port. Il faut ajouter à ces monuments les portiques qui courent tout le long des jetées et des quais, les temples et les monuments qui, au fond du port ou le dominant, contribuent à rehausser la beauté de l’ensemble.
Dans ce souci de monumentalité, le phare est un élément essentiel, et on cherche sans doute durant tout l'Antiquité à égaler celui d'Alexandrie.

## Ports fluviaux
Les ports fluviaux doivent répondre à deux impératifs : abriter les bateaux des dangers naturels de la rivière (crues, embâcles) et offrir de bonnes dispositions pour le transit des marchandises.

### Typologie des ports fluviaux
On peut distinguer différents types d'installations (parfois nommées Portus) d'après leurs situations géographiques : 
- Les ports fluvio-maritimes ou ports d'embouchure, le plus souvent lieu de transbordement, comme les ports de Narbonne.
- Les ports lacustres, comme celui de Lattes (Lattara), avant-port de Montpellier.
- Les ports fluviaux à proprement parler, présentant le plus souvent des installations différentes et plus sommaires (quai plus ou moins spacieux selon l'importance de la ville desservie). La station fluviale est aménagée dans un endroit abrité (pour garantir la sécurité aux navires) et en un site au carrefour de voies fluviales et terrestres. Parmi les ports fluviaux d'une certaine importance, on peut citer le port fluvial de Caesaraugusta à Saragosse.

### Aménagement des ports fluviaux
Pour les villes représentant un marché attirant pour les gens d'affaires et drainant une quantité importante de marchandises, des travaux d'aménagement peuvent être réalisés : construction de quais pour les opérations de manutention, d'entrepôts pour le stockage, de locaux pour le personnel portuaire, etc. Ainsi, les plus grands ports possèdent des quais, des pontons et peut-être des plates-formes flottantes, ainsi que des entrepôts (horrea). Dans les ports plus modestes, on trouve des baraques en planches (canabae).